# منتخب كيريباتي لكرة القدم للسيدات
منتخب كيريباتي لكرة القدم للسيدات هو ممثل كيريباتي الرسمي في المنافسات الدولية في كرة القدم للسيدات
.